# Calymmaria monicae
Calymmaria monicae är en spindelart som beskrevs av Chamberlin och Ivie 1937. Calymmaria monicae ingår i släktet Calymmaria och familjen panflöjtsspindlar. Inga underarter finns listade.